# Roberta Ratzke
Roberta Silva Ratzke (Curitiba, 28 aprile 1990) è una pallavolista brasiliana, palleggiatrice del Türk Hava Yolları.

## Carriera

### Club
La carriera di Roberta Ratzke inizia all'età di nove anni, quando muove i primi passi nella pallavolo nel settore giovanile del Paraná; in seguito veste le maglie di altri due club paranaensi, il Paraná Clube e il CCM Paraná.
Nella stagione 2007-08 debutta da professionista in Superliga col Mackenzie. Nella stagione seguente approda per un biennio al Pinheiros. Approda quindi al Rio de Janeiro nel campionato 2010-11, dove inizia una lunga militanza, vincendo sei scudetti, due edizioni della Coppa del Brasile, tre supercoppe nazionali, otto titoli carioca e quattro campionati sudamericani per club.
Nella stagione 2019-20 difende i colori dell'Osasco, sempre nella massima divisione brasiliana, dove gioca per un biennio e si aggiudica un Campionato Paulista. Nell'annata 2021-22 fa la sua esperienza all'estero, ingaggiata dal ŁKS, nella Liga Siatkówki Kobiet polacca vincendo lo scudetto nella stagione 2022-23.

### Nazionale
Fa parte della nazionale brasiliana under 18, vincendo la medaglia d'oro al campionato sudamericano 2006, mentre con la nazionale under 20 vince la medaglia d'oro al campionato sudamericano 2008 e quella di bronzo al campionato mondiale 2009.
Con la selezione universitaria vince la medaglia d'oro alla XXVI Universiade e quella d'argento alla XXVII Universiade, mentre nel 2015 fa il suo esordio in nazionale maggiore, con la quale si aggiudica la medaglia di bronzo al World Grand Prix e quella d'oro al campionato sudamericano dello stesso anno, mentre un anno dopo vince l'oro al World Grand Prix.
Centra ancora un oro al World Grand Prix 2017, e, sempre nel stesso anno, conquista l'oro al campionato sudamericano e l'argento alla Grand Champions Cup. Nel 2019 si aggiudica l'argento alla Volleyball Nations League, in seguito bissato nel 2021, e l'oro al campionato sudamericano.
Nel 2021 conquista la medaglia d'argento ai Giochi della XXXII Olimpiade di Tokyo e quella d'oro al campionato sudamericano; l'anno seguente giunge nuovamente seconda alla Volleyball Nations League, oltre che al campionato mondiale. Nel 2023 vince la medaglia d'oro al campionato continentale, premiata come miglior palleggiatrice, e quella d'argento alla Coppa del Mondo, nel 2024 quella di bronzo ai Giochi della XXXIII Olimpiade, mentre nel 2025 quella d'argento alla Volleyball Nations League.

## Palmarès

### Club
- Campionato brasiliano: 6

2010-11, 2012-13, 2013-14, 2014-15, 2015-16, 2016-17
- Campionato polacco: 1

2022-23
- Coppa del Brasile: 2

2016, 2017
- Supercoppa brasiliana: 3

2015, 2016, 2017
- Campionato Carioca: 8

2010, 2011, 2012, 2013, 2014, 2015, 2017, 2018
- Campionato Paulista: 1

2021
- Campionato sudamericano per club: 4

2013, 2015, 2016, 2017

### Nazionale (competizioni minori)
- Campionato sudamericano Under-18 2006
- Campionato sudamericano Under-20 2008
- Campionato mondiale Under-20 2009
- Universiade 2011
- Universiade 2013
- Montreux Volley Masters 2017

### Premi individuali
- 2017 - Campionato sudamericano per club: Miglior palleggiatrice
- 2017 - Montreux Volley Masters: Miglior palleggiatrice
- 2023 - Campionato sudamericano: Miglior palleggiatrice